# Phillipsiella atra
Phillipsiella atra är en svampart som beskrevs av Cooke 1878. Phillipsiella atra ingår i släktet Phillipsiella och familjen Phillipsiellaceae.   Inga underarter finns listade i Catalogue of Life.